# Pesca a spinning

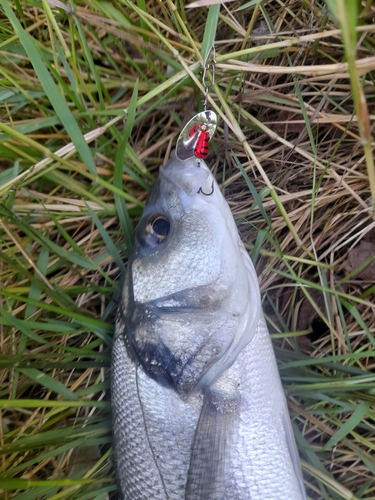
spigola catturata a spinning con un cucchiaino rotante

La pesca a spinning è un tipo di pesca sportiva mirata alla cattura dei pesci predatori.
Essa prende il suo nome dal movimento dell'esca artificiale (dall'inglese to spin, ruotare). La pesca a spinning era originariamente praticata con esche come cucchiaini rotanti (spoon in inglese) che, venendo recuperati ad una velocità variabile, producevano un movimento rotatorio in acqua e quindi delle vibrazioni che attiravano il pesce.

## Tecnica di pesca
Lo spinning è una tecnica di pesca nella quale si utilizzano esche artificiali, in metallo, legno o plastica.
In generale, con questo metodo di pesca, si tende alla cattura di pesci predatori, attratti dal movimento dell'esca, dal suo colore, dalla sua somiglianza a piccoli pesci di cui essi si nutrono oppure infastiditi dal passaggio dell'esca nel loro territorio di caccia.
Le esche vengono lanciate e recuperate tramite l'utilizzo di un mulinello in modo da simulare un piccolo pesce o una creatura acquatica. Queste si possono dividere in: cucchiaini rotanti, cucchiaini ondulanti, jig, pesciolini artificiali dalle diverse fatture (minnow, jerkbait, crank bait, spinnerbait e buzzbait) ed esche siliconiche.
Nel caso dei cucchiaini rotanti, l'esca è costituita da una paletta metallica che ruota sul suo asse nel momento in cui è recuperata dal pescatore, subito dopo il lancio. L'asse attorno a cui ruota la paletta è appesantito da un piccolo peso, di forma pressoché sferoidale/cilindrica, il cui diverso peso incide sulla profondità che potrà raggiungere l'esca nell'acqua e sulla distanza che potrà essere raggiunta con il lancio. I modelli di cucchiaino non necessariamente rotanti, bensì anche "ondulanti": palette metalliche sagomate che non ruotano sul proprio asse, ma che hanno un movimento nell'acqua oscillatorio. Queste tendono ad imitare i movimenti di piccoli pesci, fruttando oltre al movimento anche colori e riflessi che creano in acqua.
I pesciolini artificiali invece sono in plastica o in legno, generalmente muniti di due ancorette, una nella parte caudale e l'altra nella parte pettorale, durante il recupero imitano il nuoto di un pesce grazie alla turbolenza creata da una palettina posta sotto il mento. Ne esistono vari modelli che si differenziano per forme, movimenti che genera durante il recupero e dallo stile del recupero stesso. Alcuni esempi possono essere: i classici minnow, che cercano di replicare fedelmente piccoli pesci preda, muniti di palettine di diversa misura e forma a seconda del movimento che sono destinati a fare e alla profondità al quale l'esca scenderà una volta in movimento dentro l'acqua, i Jerkbait, più pesanti e senza paletta anteriore quindi da "animare" durante il recupero con colpi di polso più o meno vigorosi (dall'inglese to jerk, tirare con strattoni) ed ancora gli spinnerbait esche formate da una forcella ripiegata a C dove su di una estremità è posizionato un peso armato di amo, adornato da delle sottili frange gommate e spesso dalle sembianze di un pesce o un piccolo animale preda mentre l'altra presenta una o più palette rotanti aventi lo stesso funzionamento dei cucchiaini rotanti.
Con Jig ci si riferisce ad ami dalla testa piombata, sui quali vengono abbinate esche siliconiche che riproducono principalmente piccoli invertebrati di cui il pesce insidiato si nutre (dai vermi di terra ai gamberi di fiume) fino a forme di fantasia che puntano su movimenti particolari una volta in acqua. L'utilizzo dei jig prevede un recupero molto lento e di norma di far posare l'esca sul fondo, muovendola con piccoli saltelli e lenti recuperi.
Tra tutte le tecniche di pesca si può considerare sicuramente la più dinamica data l'esigenza di continui spostamenti alla ricerca del predatore. Non rare saranno le ore a vuoto, difatti lo spinning è tutt'altro che una pesca redditizia soprattutto quando il nostro obiettivo è rappresentato da pesci particolarmente furbi come cavedani o persici-trota (black bass). Riguardo quest'ultimo ricordiamo che esso è un pesce particolarmente intelligente e possiede un comportamento particolarmente istintivo. Spesso lo possiamo avvistare mentre lentamente insegue la nostra esca artificiale, senza degnarsi di attaccarla.
La pesca a spinning nelle acque interne tende alla cattura, tra gli altri, di trote, cavedani, lucci, persici trota, aspi lucioperca, persici, pesci gatto maculati e siluri.
La pesca a spinning si può effettuare non solo nelle acque interne (fiumi, torrenti, canali, laghi, etc.) ma anche in mare (soprattutto in prossimità di scogliere e o foci di fiumi).
La pesca a spinning, quindi, varia, anche in maniera considerevole, in termini di tecnica, di attrezzatura e di esche utilizzabili: in relazione all'ambiente in cui è praticata e al tipo di pesce che si intende catturare. Ad esempio, nella pesca a spinning in torrenti di montagna, dove vive la trota fario, si utilizzano canne non più lunghe di 1,70/1,80 m, monofili molto sottili (non più di 0,18 mm di diametro) ed esche artificiali molto leggere (rotanti anche da 1 grammo). Invece, la pesca nei grandi laghi per la cattura di lucci o trote lacustri consente l'utilizzo di canne lunghe fino a 2,7 m, monofili anche dei 0,30/0,35 mm di diametro e rotanti pesanti fino a 25/30 gr.

## Lo spinning in mare
La pesca a spinning in mare può consentire la cattura di spigole, pesci serra, tracine, lecce, barracuda, lampughe, ricciole, dentici e in generale tutti quei predatori che sono soliti frequentare le nostre acque. Con questa tecnica, applicata all'ambiente marino, si possono pescare prede di dimensioni considerevoli (anche oltre i 20 kg); l'attrezzatura viene calibrata di conseguenza, si usano infatti canne corte e potenti fino anche a 30 libbre e fili di conseguenza, anche sulla classe delle 50 libbre. Le esche (jig o minnow in inglese), come per la pesca a spinning praticata nei fiumi e nei laghi, consistono in piombi affondanti, rivestiti con vari materiali sintetici. Questi materiali vanno ad imitare le livree di piccoli pesci, dei quali i pesci predatori si nutrono): pesciolini finti, quindi, ed esche di superficie (popper, skipping lures e walkin' the dog).

## Specie ittiche insidiabili
Le principali specie ittiche insidiabili con questa tecnica in acqua dolce sono: trota, salmone, temolo, persico trota, persico reale, lucioperca, siluro, luccio, cavedano, pesce gatto, aspio, salmerino alpino, salmerino di lago, salmerino di fontana e pesce gatto maculato. In acqua salata spigola, leccia, barracuda, pesce serra, tonno, sgombro, dentice, ricciola, cheppia, aguglia, lampuga e molti altri predatori marini.